# Manapad
Manapad (Tamil: மணப்பாடு Maṇappāṭu [ˈmaɳəpːaːɖɯ], auch Manapadu, Manappadu) ist ein Dorf im indischen Bundesstaat Tamil Nadu. Die Einwohnerzahl beträgt rund 5.800 (Volkszählung 2011).
Manapad liegt im Distrikt Thoothukudi im Süden Tamil Nadus an der Küste des Golfs von Mannar. Der nächstgrößere Ort ist die Tempelstadt Tiruchendur 18 Kilometer nördlich. Die Distrikthauptstadt Thoothukudi ist knapp 60 Kilometer entfernt. Verwaltungsmäßig gehört Manapad zum Taluk Tiruchendur des Distrikts Thoothukudi.

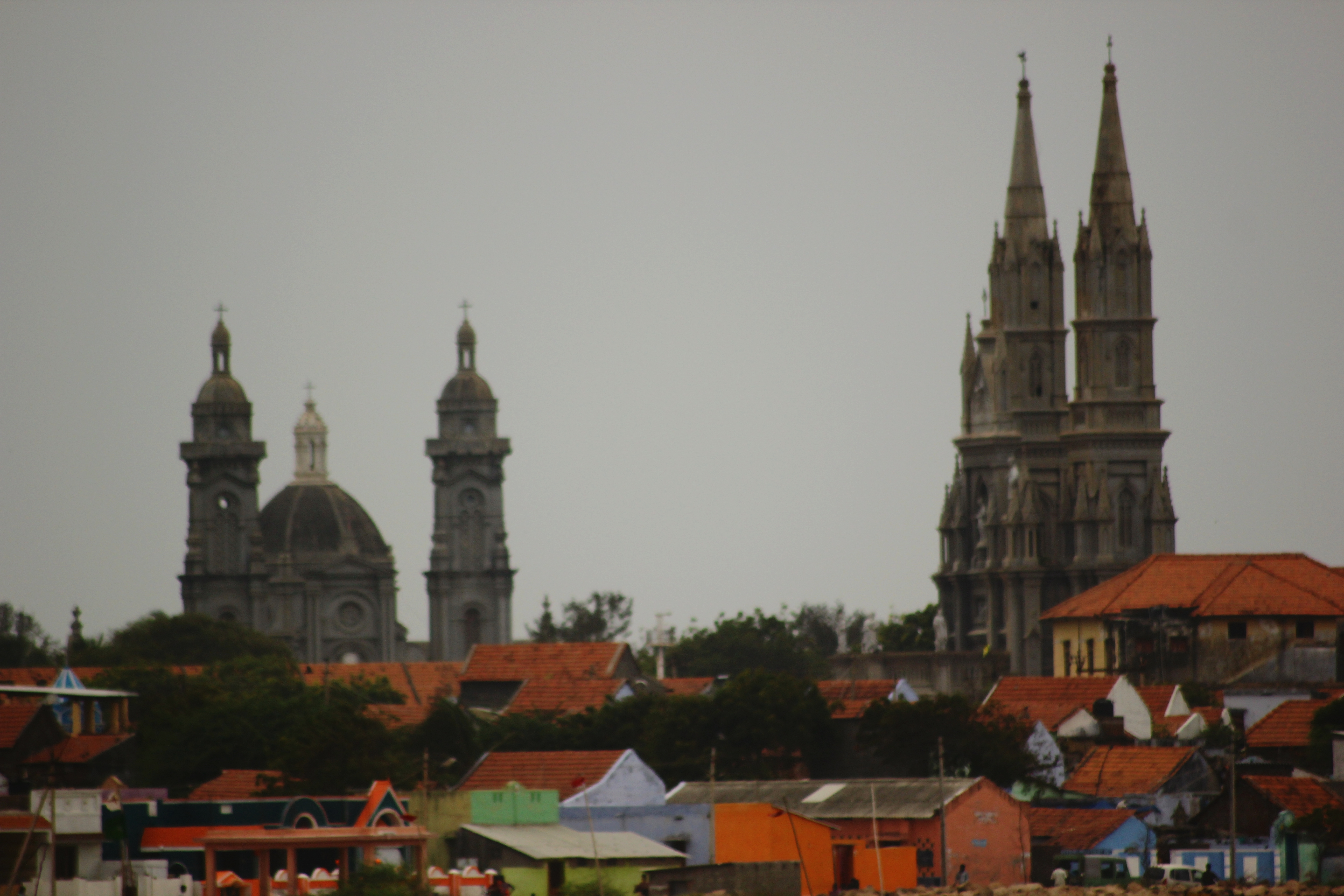
Blick auf die Jakobs- und Heiliggeistkirche

Manapad ist ein stark katholisch geprägter Ort. Der Heilige Franz Xaver hielt sich im Jahr 1542 in Manapad auf und leitete dort die Missionierung der Fischerkaste der Paravar ein. Heute prägen mehrere große Kirchenbauten das Ortsbild des Fischerdorfes. Die Heiligkreuzkirche (Holy Cross Church) aus dem Jahr 1581 befindet sich auf einer Landspitze direkt an der Meeresküste. Sie soll ein Fragment des Heiligen Kreuzes beherbergen. Die öffentliche Zurschaustellung der Reliquie zieht jedes Jahr im September Tausende Pilger an. Im Zentrum des Ortes befinden sich in direkter Nachbarschaft zwei Kirchenbauten im historisierenden Stil, deren Türme den Ort weithin überragen: die Heiliggeistkirche (Holy Ghost Church) aus dem Jahr 1851 und die Jakobskirche (St. James Church) aus dem Jahr 1929.